# 闪电运载火箭
闪电号运载火箭（俄语：Молния）苏联在R-7洲际弹道导弹（8K71）基础上研制的一种重要的运载火箭型号。美国国防部对这种火箭的代号是“SL-6”，美国国会的谢尔顿命名法（用于识别火箭的衍生型号）则称其为“A-2-e”。整个闪电号火箭家族包括5种型号：8K78、8K78-MV、8K78-2MV、8K78-E6和8K78-M。
闪电号是苏联的第一种3级火箭（不算第一级捆绑的4枚液体助推器）。研制闪电号的命令在1960年由苏联航天工业的创始人科罗廖夫亲自签发。研究进行得很顺利，因为他们只是要开发一种R-7的3级型号。闪电号的第一级和捆绑助推器都沿用了R-7的原设计；第二级是加粗了的东方号运载火箭（R-7家族的另一个主要成员）的第二级。只有第三级是在东方号第二级基础上新设计的。全部设计大纲于1960年5月10日完成。
闪电号在1960年的头两次发射都失败了。一次是在10月10日，另一次是在10月14日。这两次失败的发射所携带的载荷都没有被赋予名字，实际它们都是原计划对火星进行探测的行星探测器。
在前两次发射失败后（也有报道认为在1960年还有一次失败的发射），闪电号在1961年2月4日将卫星7号重型人造卫星送入太空，这是该火箭的第一次成功发射。卫星7号创造了当时的世界纪录：全重6483千克，比东方号宇宙飞船还重，是当时人类发射的最大的航天器。
闪电号火箭被用于发射苏联的一些最早的星际探测器。它在1961年2月12日成功地发射了世界上第一颗金星探测器金星1号。1962年11月1日，闪电号火箭又发射了世界第一颗火星探测器火星1号。
1965年8月23日，闪电号成功地发射了闪电1-01通信卫星，该火箭因此而得名。
闪电号运载火箭主要用来发射军用卫星。它从未被用于发射地球同步轨道载荷。闪电号的主要发射场是俄罗斯境内的普列谢茨克。
现在闪电号系列中用于执行任务的主要是闪电-M。

## 资料来源
- 《航天知识百科》，ISBN 7-105-03515-3
- 8K78火箭相关资料